# Câmara de Lobos
Câmara de Lobos a hozzá tartozó településekkel együtt több mint 35 ezer lakosú város Madeira szigetén, a hasonnevű járás székhelye. A város feletti domboldal a világhírű madeira likőrbor alapanyagául szolgáló szőlők legfontosabb termőterülete. 

## Földrajzi helyzete

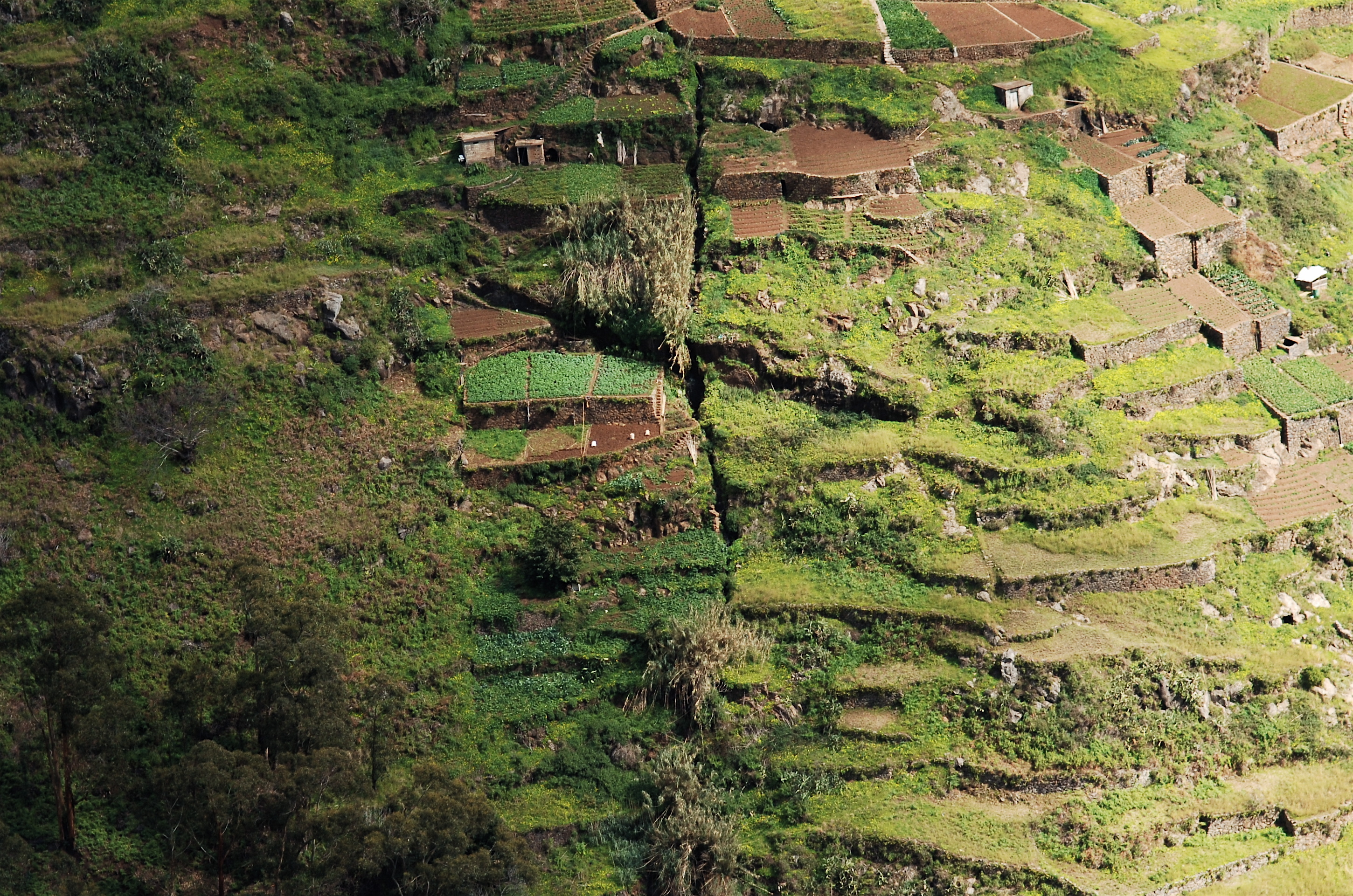
Teraszos földművelés Câmara de Lobosban

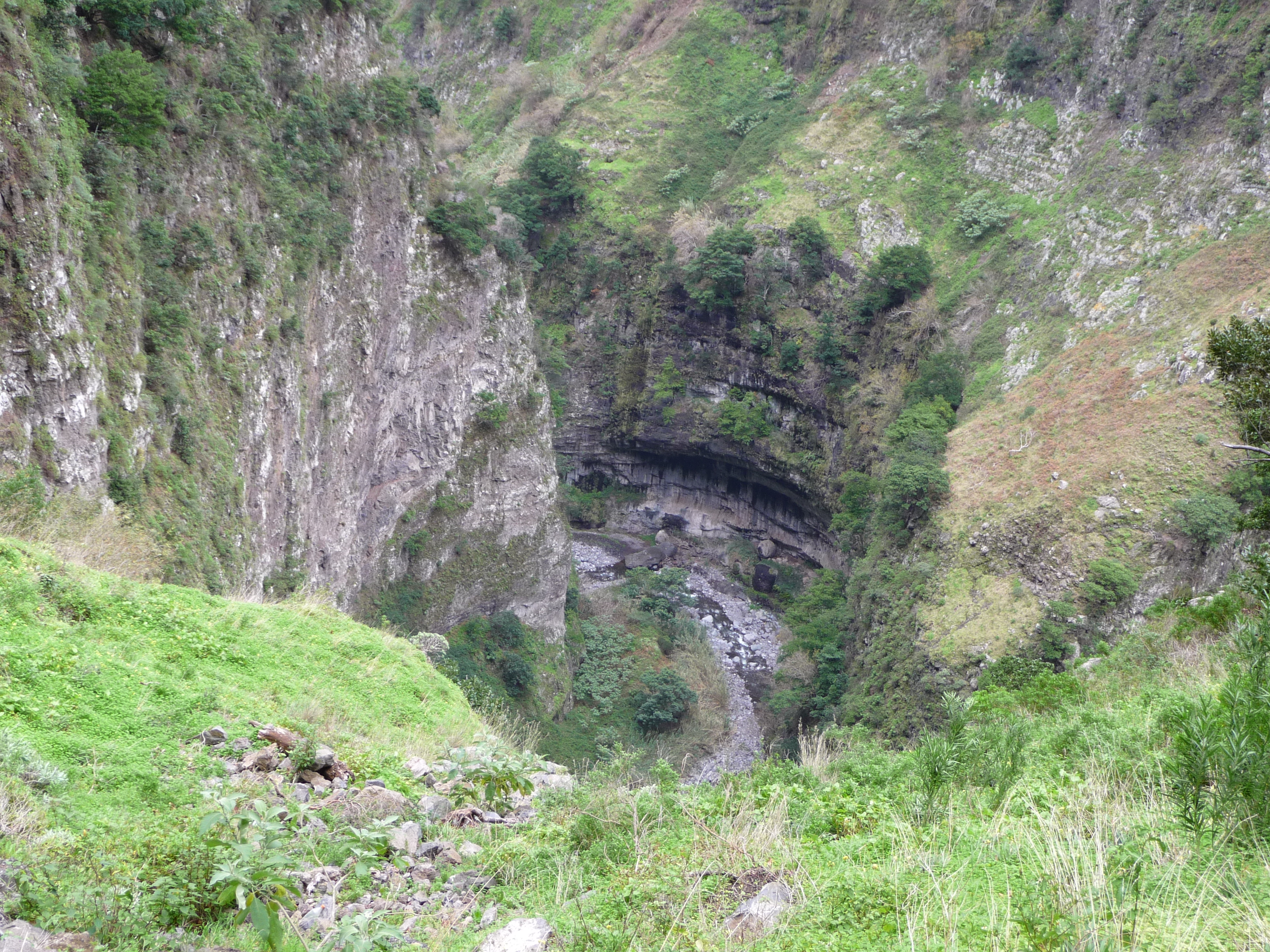
A Ribeira dos Seccoridos szurdokvölgye Câmara de Lobos fölött

A város Funchaltól mintegy kilenc kilométerrel nyugatra épült egy kis öböl köré. Csaknem egybeépült Funchallal, aminek São Martinho és Santo António városrészeitől csak a Ribeira dos Seccoridos patak torkolata választja el. 
Nevezetesebb csúcsok a város körül:
- Pico da Cruz (956 m),
- Pico de Cedro (901 m).

## Története
Nevét még a két felfedező, João Gonçalves Zarco és Tristão Vaz Teixeira adta, miután 1419-ben az öbölben kikötve fókákkal (’lobos marinhos’) találkoztak – a fókák éppen a felfedezők és követőik vadászatai következtében rövidesen kipusztultak a szigeten. Madeira 1425-ben megindult portugál benépesítése során itt alapították meg a sziget nyugati felének első közigazgatási székhelyét, amit aztán néhány év múlva átköltöztettek az előnyösebb fekvésű Funchalba. 
Sokáig (Funchal és Machico mögött) a sziget harmadik legnagyobb városa volt, de a 20. század utolsó évtizedeiben gyors fejlődésnek indult és túlnőtte Machicót.

## Gazdasága
A halászat és a hajóépítés mellett a város gazdasági életében mindig is jelentős volt a növénytermesztés, bár a termesztett fajok időről időre változtak. Most a parthoz közel többnyire banán-; följebb szőlő- a magasabb oldalakon cseresznyeültetvényeket találhatunk.
Câmara de Lobos fölött van a sziget egyik legjobb bortermő vidéke, Estreito de Câmara de Lobos. A szőlőt többnyire kordonosan művelik a meredek domboldalak teraszain.

## Nevezetességek, látnivalók

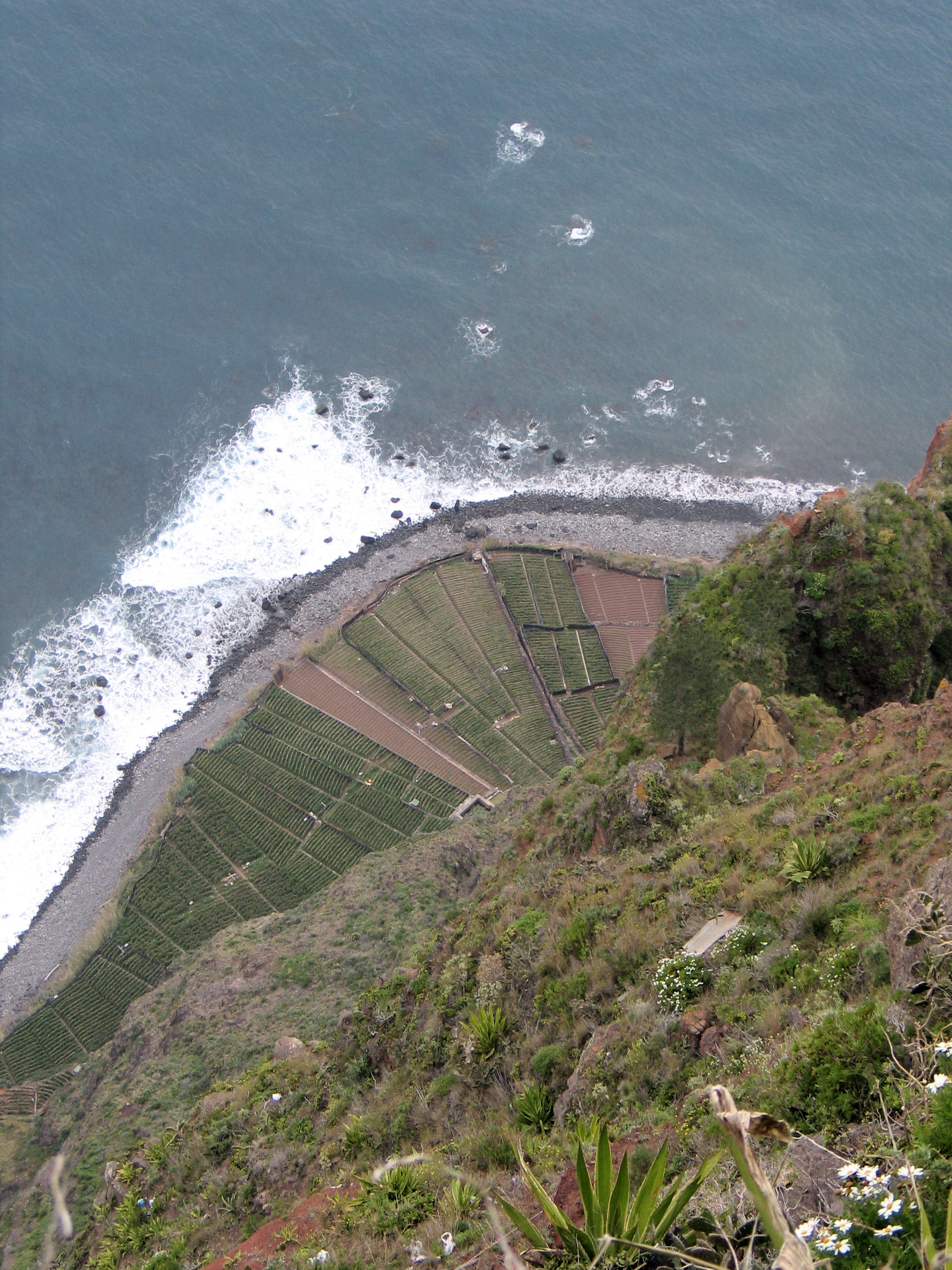
A Cabo Girãoról lepillantva

A legfőbb látnivaló maga az öböl, aminek látványa a Pico da Torre dombocskán épített kilátópontról a legelőnyösebb. Szépsége többször is megihlette az idős Winston Churchillt, aki 1951 januárjában itt, Madeirán festegette akvarelljeit, amint erre a város főutcáján elhelyezett emléktábla is emlékeztet.
A kikötőhöz közel állnak a Piscinas das Salinas névre keresztelt fürdőépületek.
A város első kápolnáját (Capella Nossa Senhora de Conceiçao) még az alapító  João Gonçalves Zarco emelte a kikötőben. Ezt 1723-ban templommá bővítették. Belső festményei a halászat egyes munkafázisait örökítik meg.
A felvégen a Szent Sebestyén plébániatemplomot (São Sebastião) kék és sárga barokk csempék díszítik. Előterében a járdamozaikról olvasható le a templom alapításának dátuma: 1430. Jelenlegi külseje barokk.
A várostól nyugatra emelkedik a Cabo Girão, a Föld második legmagasabb (580 méteres), tengerbe szakadó sziklafala. A kilátópontot a fal tetején, egy eukaliptuszligetben építették ki. A sziklafal keleti végéhez közel épült Rancho helységet drótkötélpálya köti össze a várossal. Ezt eredetileg a parasztok szállítására építették, de aztán a turisták számára átalakították.
Följebb, a Ribeira dos Seccoridos völgyének természetes amfiteátrumában épült a gesztenyeünnepéről nevezetes Curral das Freiras.
Állítólag itt találták fel a halászok a sziget egyik italkülönlegességét, a ponchát, amit citromléből, mézből és cukornádpálinkából turmixolnak habosra egy fából, erre a célra készült edényben.
A szüretet minden évben nagy mulatsággal ünneplik meg, megelevenítve a sziget és a bortermelés ősi hagyományait: a minden szeptemberben megtartott madeirai borfesztivál egyik hagyományos rendezvénye a borkóstoló és borkiállítás a városhoz tartozó Estreito de Câmara de Lobosban.